# (3147) Samantha
(3147) Samantha (1976 YU3) – planetoida z pasa głównego asteroid okrążająca Słońce w ciągu 4,25 lat w średniej odległości 2,62 au. Odkryta 16 grudnia 1976 roku.